# Katie Johnson
Bessie Kate „Katie“ Johnson (* 18. November 1878 in Pyecombe, Sussex, England; † 4. Mai 1957 in Elham, Kent, England) war eine britische Schauspielerin. Die zierliche Charakterdarstellerin trat im Theater, Film und Fernsehen in Erscheinung. Im Film weitestgehend auf unbedeutende Nebenrollen abonniert, wurde sie einem breiten Publikum maßgeblich durch ihre Rolle als alte Dame in der schwarzen Komödie Ladykillers (1955) bekannt.

## Leben
Katie Johnson wurde 1878 in einem Dorf in der südenglischen Grafschaft Sussex als Bessie Kate Johnson geboren. Sie verließ als Jugendliche ihr Elternhaus und fand mit dem Monolog der Ophelia aus Shakespeares Hamlet Aufnahme bei einer Wanderbühne. Johnson trat ab 1894 als Theaterschauspielerin in Erscheinung und war die nächsten zehn Jahre im Wandertheater beschäftigt, woraufhin Tourneen durch Großbritannien und kleinere Erfolge an den Bühnen des Londoner West End folgten. Gastspiele führten sie unter anderem nach Kanada. Am New Yorker Broadway konnte man sie in den ersten vier Monaten des Jahres 1935 in dem Stück Escape Me Never an der Seite von Elisabeth Bergner sehen.
Ihr Debüt im Film gab Johnson Anfang der 1930er Jahre im Alter von über 50 Jahren mit einer Nebenrolle in Thomas Bentleys Romantikfilm Nach Büroschluss (1935, Robert Z. Leonard). Daraufhin erschien sie regelmäßig in englischen Spielfilmproduktionen aller Genres, darunter Thorold Dickinsons Kriminalfilm Gaslicht (1940), William Dieterles Melodram Liebesbriefe (1945) oder Frank Launders Spionage-Thriller I See a Dark Stranger (1946). Zwar agierte Johnson in diesen Produktionen neben so renommierten Schauspielkollegen wie Deborah Kerr, Anton Walbrook oder Diana Wynyard, doch kam sie nur selten über kleinere Nebenrollen oder Komparsenparts hinaus, in denen sie regelmäßig ältlichen Damen ein Gesicht gab. Mehrfach wandte sie sich zeitweise von der Filmschauspielerei ab, so zog sie sich ab 1940 auf einen Bauernhof zurück und Mitte der 1940er Jahre übersiedelte sie für einige Zeit nach Südafrika, wo sie ihrem Sohn den Haushalt führte. 1953 erhielt sie einen wiederkehrenden Part in der kurzlebigen britischen Fernsehserie The Quatermass Experiment.
Die späte Bekanntheit als Filmschauspielerin stellte sich erst 1955 mit der weiblichen Hauptrolle in Alexander Mackendricks Ladykillers ein. In dem Kriminallustspiel, in dem unter anderem Alec Guinness und Peter Sellers ihre Filmpartner waren, schlüpfte sie in die Rolle der Mrs. Wimmerforce, die unwissentlich fünf als Streichquintett getarnten Gangstern Unterschlupf bietet, die im Verlauf der Handlung alle nach ihrem Leben trachten. Ladykillers war seinerzeit großer Erfolg bei Kritikern und Publikum beschieden und gilt heute als „Meilenstein des britischen Unterhaltungsfilms“. Für den Part der schrulligen, aber vertrauensseligen alten Dame wurde Johnson 1956 mit dem Preis der British Film Academy als beste britische Darstellerin ausgezeichnet und setzte sich dabei unter anderem gegen Deborah Kerr (Das Ende einer Affaire) durch. Ein Jahr nach diesem Erfolg verstarb Johnson im Alter von 78 Jahren, nachdem sie zuvor eine größere Nebenrolle in Nigel Patricks Spielfilm Onkel George und seine Mörder (1957), erneut eine Krimikomödie, bekleidet hatte.
Bis zu seinem Tod war Katie Johnson mit dem Schauspielkollegen Frank G. Bayly verheiratet. Im Alter zählte sie das Stricken und die Blumenzucht zu ihren Hobbys. Fast fünfzig Jahre nach der Erstaufführung von Ladykillers entstand unter der Regie der beiden US-Amerikaner Ethan und Joel Coen ein nicht originalgetreues Remake, in dem die afroamerikanische Schauspielerin Irma P. Hall Johnsons Part übernahm.

## Filmografie (Auswahl)
- 1932: After Office Hours
- 1934: A Glimpse of Paradise
- 1936: Dusty Ermine
- 1936: Laburnum Grove
- 1938: Marigold
- 1940: Gaslicht (Gaslight)
- 1940: Freedom Radio
- 1942: Talk About Jacqueline
- 1943: Tawny Pipit
- 1944: He Snoops to Conquer
- 1945: Liebesbriefe (Love Letters)
- 1945: Die Jahre dazwischen (The Years Between)
- 1945: I See a Dark Stranger
- 1946: Das letzte Duell (Meet Me at Dawn)
- 1952: Vom Täter fehlt jede Spur (Lady in the Fog)
- 1952: Death of an Angel
- 1952: I Believe in You
- 1953: The Quatermass Experiment (Fernsehserie, 3 Folgen)
- 1953: Kleiner Jockey ganz groß (The Rainbow Jacket)
- 1954: Die Delavine-Affäre (Delavine Affair)
- 1955: Verliebt in eine Königin (John and Julie)
- 1955: Ladykillers (The Ladykillers)
- 1957: Onkel George und seine Mörder (How to Murder a Rich Uncle)

## Auszeichnungen
- 1956: British Film Academy Award für Ladykillers (Beste britische Darstellerin)